# Бистра (Голишмановський міський округ)
Би́стра (рос. Быстрая) — присілок у складі Голишмановського міського округу Тюменської області, Росія.
Населення — 38 осіб (2010, 67 у 2002).
Національний склад станом на 2002 рік:
- росіяни — 64 %
- казахи — 33 %